# 1096 год
1096 (ты́сяча девяно́сто шесто́й) год  по юлианскому календарю — високосный год, начинающийся во вторник. Это 1096 год нашей эры, 6‑й год 10‑го десятилетия XI века 2‑го тысячелетия, 7‑й год 1090‑х годов. Он закончился 929 лет назад.
| Пн | Вт | Ср | Чт | Пт | Сб | Вс |
|    | 1  | 2  | 3  | 4  | 5  | 6  |
| 7  | 8  | 9  | 10 | 11 | 12 | 13 |
| 14 | 15 | 16 | 17 | 18 | 19 | 20 |
| 21 | 22 | 23 | 24 | 25 | 26 | 27 |
| 28 | 29 | 30 | 31 |    |    |    |

| Пн | Вт | Ср | Чт | Пт | Сб | Вс |
|    |    |    |    | 1  | 2  | 3  |
| 4  | 5  | 6  | 7  | 8  | 9  | 10 |
| 11 | 12 | 13 | 14 | 15 | 16 | 17 |
| 18 | 19 | 20 | 21 | 22 | 23 | 24 |
| 25 | 26 | 27 | 28 | 29 |    |    |

| Пн | Вт | Ср | Чт | Пт | Сб | Вс |
|    |    |    |    |    | 1  | 2  |
| 3  | 4  | 5  | 6  | 7  | 8  | 9  |
| 10 | 11 | 12 | 13 | 14 | 15 | 16 |
| 17 | 18 | 19 | 20 | 21 | 22 | 23 |
| 24 | 25 | 26 | 27 | 28 | 29 | 30 |
| 31 |    |    |    |    |    |    |

| Пн | Вт | Ср | Чт | Пт | Сб | Вс |
|    | 1  | 2  | 3  | 4  | 5  | 6  |
| 7  | 8  | 9  | 10 | 11 | 12 | 13 |
| 14 | 15 | 16 | 17 | 18 | 19 | 20 |
| 21 | 22 | 23 | 24 | 25 | 26 | 27 |
| 28 | 29 | 30 |    |    |    |    |

| Пн | Вт | Ср | Чт | Пт | Сб | Вс |
|    |    |    | 1  | 2  | 3  | 4  |
| 5  | 6  | 7  | 8  | 9  | 10 | 11 |
| 12 | 13 | 14 | 15 | 16 | 17 | 18 |
| 19 | 20 | 21 | 22 | 23 | 24 | 25 |
| 26 | 27 | 28 | 29 | 30 | 31 |    |

| Пн | Вт | Ср | Чт | Пт | Сб | Вс |
|    |    |    |    |    |    | 1  |
| 2  | 3  | 4  | 5  | 6  | 7  | 8  |
| 9  | 10 | 11 | 12 | 13 | 14 | 15 |
| 16 | 17 | 18 | 19 | 20 | 21 | 22 |
| 23 | 24 | 25 | 26 | 27 | 28 | 29 |
| 30 |    |    |    |    |    |    |

| Пн | Вт | Ср | Чт | Пт | Сб | Вс |
|    | 1  | 2  | 3  | 4  | 5  | 6  |
| 7  | 8  | 9  | 10 | 11 | 12 | 13 |
| 14 | 15 | 16 | 17 | 18 | 19 | 20 |
| 21 | 22 | 23 | 24 | 25 | 26 | 27 |
| 28 | 29 | 30 | 31 |    |    |    |

| Пн | Вт | Ср | Чт | Пт | Сб | Вс |
|    |    |    |    | 1  | 2  | 3  |
| 4  | 5  | 6  | 7  | 8  | 9  | 10 |
| 11 | 12 | 13 | 14 | 15 | 16 | 17 |
| 18 | 19 | 20 | 21 | 22 | 23 | 24 |
| 25 | 26 | 27 | 28 | 29 | 30 | 31 |

| Пн | Вт | Ср | Чт | Пт | Сб | Вс |
| 1  | 2  | 3  | 4  | 5  | 6  | 7  |
| 8  | 9  | 10 | 11 | 12 | 13 | 14 |
| 15 | 16 | 17 | 18 | 19 | 20 | 21 |
| 22 | 23 | 24 | 25 | 26 | 27 | 28 |
| 29 | 30 |    |    |    |    |    |

| Пн | Вт | Ср | Чт | Пт | Сб | Вс |
|    |    | 1  | 2  | 3  | 4  | 5  |
| 6  | 7  | 8  | 9  | 10 | 11 | 12 |
| 13 | 14 | 15 | 16 | 17 | 18 | 19 |
| 20 | 21 | 22 | 23 | 24 | 25 | 26 |
| 27 | 28 | 29 | 30 | 31 |    |    |

| Пн | Вт | Ср | Чт | Пт | Сб | Вс |
|    |    |    |    |    | 1  | 2  |
| 3  | 4  | 5  | 6  | 7  | 8  | 9  |
| 10 | 11 | 12 | 13 | 14 | 15 | 16 |
| 17 | 18 | 19 | 20 | 21 | 22 | 23 |
| 24 | 25 | 26 | 27 | 28 | 29 | 30 |

| Пн | Вт | Ср | Чт | Пт | Сб | Вс |
| 1  | 2  | 3  | 4  | 5  | 6  | 7  |
| 8  | 9  | 10 | 11 | 12 | 13 | 14 |
| 15 | 16 | 17 | 18 | 19 | 20 | 21 |
| 22 | 23 | 24 | 25 | 26 | 27 | 28 |
| 29 | 30 | 31 |    |    |    |    |

## События

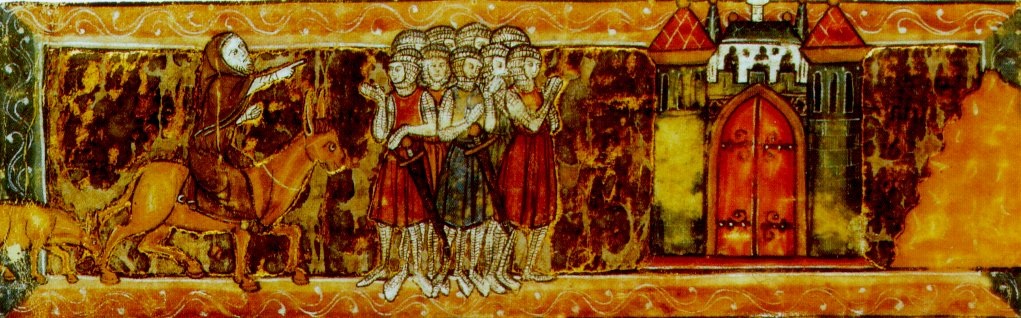
Пётр Пустынник указывает крестоносцам путь в Иерусалим. Французская миниатюра

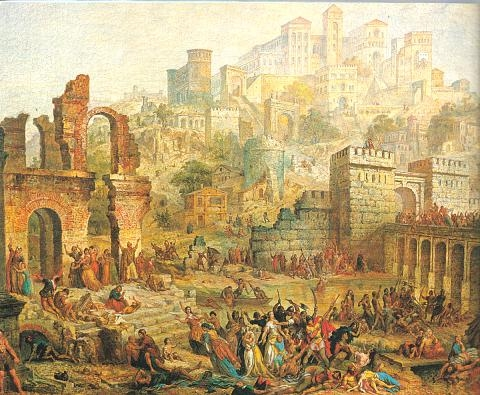
Еврейский погром в Меце (1096 год)

- 1095—1097 — восстание хорватов. Кальман Книжник поддерживал младшего брата Алмоша (которому Ласло I завещал хорватскую часть Венгерского королевства) во время восстания против его власти[1].
  - Кальман Книжник ограничил применение смертной казни и пыток[1].
- Первый крестовый поход организован решением папы Урбана II по просьбе византийского императора Алексея I с целью помощи восточным христианам в защите Анатолии (Малой Азии)[2].
- Германский крестовый поход (еврейские погромы во Франции и Германии). В современной еврейской историографии рассматривается как первый пример вспышки массового народного антисемитизма[3].
- 15 августа — принято решение о начале крестового похода[4].
  - Роберт заложил Нормандию Вильгельму, чтобы найти средства на крестовый поход. Вильгельм возвратил к Нормандии графство Мейн.
  - 1096—1099 — начался первый крестовый поход [рыцари из Нормандии (герцог Роберт и граф Фландрский), Лотарингии (Готфрид Бульонский и его братья Евстафий и Балдуин), Южной Франции (Раймонд Тулузский) и Южной Италии (Боэмунд Тарентский, сын Робера Гюискара)]. В походе участвовали и Эдгар Ателинг. Лидером похода был Боэмунд, а затем — Готфрид. В походе участвовали граф Гуго Вермандуа, сын Анны Ярославны от второго брака.
  - Кальман Книжник контролировал прохождение по территории Венгерского королевства войск, участвующих в 1-м крестовом походе, решительно пресекая грабежи[1].
  - Ноябрь 1096—май 1097 — крестоносцы прибыли в Константинополь.
  - Иерусалим держали Артукиды, вассалы Тутуша.
- Апрель—октябрь — «Крестьянский крестовый поход» (Поход бедноты) во главе с Петром Амьенским (ок. 1050—1115). Крестоносцы (из «похода бедноты») перебиты турками Калыч-Арслана I[5]:
  - Сентябрь — осада Ксеригордона[6].
  - 21 октября — битва у Циветота[7].
- Май — Вормсская резня. Массовое убийство евреев в немецком городе Вормс[8].
- Примирение Германии с Генрихом IV.

## Русь
Правление: 1093—1113 — Святополк Изяславич
- Начало года — Олег Святославич либо опасаясь за личную безопасность, либо не будучи уверен, что за ним утвердят Чернигов, отверг предложение киевского князя и Владимира Мономаха явиться в Киев для заключения нового между княжеского договора, который должен был закрепить перераспределение волостей и восстановить баланс сил, нарушенный захватами Олега Святославича[9].
- 24 февраля — Владимир Мономах, после заключённого в 1093 году мира с половцами, разрывает его и убивает в Переяславле-Русском половецких послов Кытана и Итларя[10].
- Весна — Владимир Мономах вместе с князем Святополком Изяславичем призывает в поход на половцев Олега Святославича Черниговского, но тот отказывается, что приводит к вражде[10].
- Весна — половецкий хан Куря сжёг город Устье в Переяславском княжестве[11].
- Весна — Святополк Изяславич и Владимир Мономах призывают Олега Святославича на совет в Киев, но тот отказывается. Тогда князья собрали войско и двинулись на Олега Святославича в Чернигов[9][10].
- 3 мая — Олег Святославич бежал из Чернигова и затворился в Стародубе, где после месячной осады был вынужден сдаться и направиться в Смоленск к брату Давиду Святославичу, с тем чтобы вдвоём явиться в Киев для заключения договора на княжеском съезде[9][10].
- Май — половецкие ханы Боняк, Куря и Тугоркан пытаясь помочь Олегу Святославичу, организовали поход на Древнерусское государство, разорили окрестности Киева и Переславля, сожгли загородную резиденцию киевского князя село Берестово[12][13].
- 30 мая (по другим данным 31) — Хан Тугоркан (тесть Святополка) подходит в Переяславлю-Русскому и приступает к его осаде. Русские князья выступают на помощь осаждённым[10].
- 20 июня — половецкий хан Боняк вторично вновь напал на Киев, разграблены и сожжены: Стефановский на Клове, Спасский на Берестове и Киево-Печерский монастыри, а также дворы киевских бояр. Хан Тугоркан вместе с сыном погибли. Погребены тестем у дороги на село Берестово[13][14].
- 19 июня (в летописи ошибка, указано 19 июля) — русское войско у г. Заруба переправляются по броду через Днепр. Битва на реке Трубеже между войсками Древнерусского государства и половцами, выигранное русскими князьями Святополком Изяславичем и Владимиром Всеволодовичем Мономахом[12].
- Июль — князь Давид Святославич вернулся с княжение в Новгороде в Смоленск, где княжил до 1097 года[15].
- В своём поучении Владимир Мономах, также упоминает войны с ханами Асадуком, Сауком, Белкатгингом и другими, которые пришли и разоряли русские земли примерно в эти же года[14].
- Лето — жители Смоленска не приняли одиозного князя Олега Святославича, и тот, получив от брата дружину, двинулся в Муром[9][10].
- Осень — Муромский поход в ходе которого князь Олег Святославич предпринял поход против сына Владимира Мономаха — Изяслава, ранее занявшего принадлежащий Олегу Муром[9][10].
- 6 сентября — у стен Мурома произошла битва. Войска Изяслава были разбиты, а сам он погиб в бою. Вернув город, Олег продолжил наступление на владения Владимира Мономаха в Северо-Восточной Руси, захватив Рязань и принадлежавшие Владимиру Мономаху Суздаль и Ростов[9][16].
- Осень — против Олега Святославича выступает старший сын Владимира Мономаха, новгородский князь Мстислав Владимирович, который в 1097 году одерживает победу[16][9][10].
- Первое упоминание Рязани в летописях.
- Первое упоминание в «Поучении Владимира Мономаха» города Микулин[17].
- Впервые в Лаврентьевской летописи (помещён в летописи под 1096 годом) упомянут г. Стародуб, в списке путей киевского князя Владимира Мономаха при описании событий 1078/79 , когда Мономах разбил захвативших город половецких ханов Асадука и Саука[18].

## Начало правления
См.также: Список глав государств в 1096 году
- Конец династии Укайлидов в Мосуле.

## Наука
- Основан Оксфордский университет[19].

## Родились
См. также: Категория:Родившиеся в 1096 году
- Стефан (король Англии).
- Изяслав Мстиславич — великий князь Киевский (по одним данным родился в Великом Новгороде, по другим — в Киеве)[20].

## Скончались
См. также: Категория:Умершие в 1096 году
- Евдокия Макремболитисса.
- Вильгельм, граф д’Э.
- Вильгельм де Сен-Кале.